# 히가시나카노역
히가시나카노역(일본어: 東中野駅, ひがしなかのえき)은 일본 도쿄도 나카노구에 있는 JR 동일본 주오·소부 완행선(주오 본선) 및 도쿄 도 교통국 지하철 오에도 선의 철도역이자 환승역이다. 오에도 선의 역 번호는 E-31이다.

## 역 구조

### 동일본 여객철도
복복선의 완행선 측에 섬식 승강장이 있으며 1면 2선의 지상역이다. 서쪽과 동쪽 출구 각각에 교상 역사를 가지고 있다. 개찰구는 동쪽과 서쪽 2개소이며, 대합실이 없다.

#### 승강장
| 1 | ■주오 선 각역정차 | 나카노 · 기치조지 · 미타카 방면            |
| 2 | ■주오 선 각역정차 | 신주쿠 · 아키하바라 · 후나바시 · 지바 방면 |

### 도쿄 도 교통국
섬식 승강장으로 1면 2선의 지하역이다. 인접한 나카이 역이나 나카노사카우에 역처럼 수도 고속도로 중앙환상 신주쿠 선 밑에 승강장이 설치되어 있다.

#### 승강장
| 1 | 지하철 오에도 선 | 도초마에 · 롯폰기 · 다이몬방면 （이다바시・료고쿠방면은 도초마에 역에서 환승） |
| 2 | 지하철 오에도 선 | 네리마 · 히카리가오카방면                                                      |

## 역사
- 1906년 6월 14일: 고부 철도의 가시와기 역으로서 개업하였다.
- 1906년 10월 1일: 국유화에 의해 일본국유철도의 소속이 되었다.
- 1917년 1월 1일: 히가시나카노역으로 개칭되었다.
- 1987년 4월 1일: 민영화에 의해 동일본 여객철도 소속이 되었다.
- 1997년 12월 19일: 도쿄 도 교통국 지하철 12호선이 개업하여 환승역이 되었다. 참고로 노선은 2000년 4월 20일에 오에도 선으로 개칭되었다.
- 2001년 11월 18일: 동일본 여객철도에서 스이카의 사용이 개시되었다.
- 2007년 3월 18일: 도쿄 도 교통국에서 파스모의 사용이 개시되었다.

## 인접정차역
| 동일본 여객철도 주오 본선        | 동일본 여객철도 주오 본선 | 동일본 여객철도 주오 본선    |
| -------------------------------- | ------------------------- | ---------------------------- |
| JB 09 오쿠보 지바 방면           | 주오 · 소부 선 각역정차   | JB 07 나카노 미타카 방면     |
| 도쿄 도 교통국 지하철 12호선     |                           |                              |
| E30 나카노사카우에 도초마에 방면 | 오에도 선                 | E32 나카이 히카리가오카 방면 |